# Lidia Uszkiewicz
Lidia Uszkiewicz, z domu Sembratowicz (ur. 20 października 1908 w Posadzie Sanockiej, zm. 20 sierpnia 1981) – polska lekarz psychiatra, specjalizowała się w psychiatrii sądowej.

## Życiorys
Urodziła się w rodzinie wyznania greckokatolickiego. Od 1924 (klasa IV) kształciła się w Państwowym Gimnazjum im. Królowej Zofii w Sanoku, gdzie w 1929 zdała egzamin dojrzałości (w jej klasie byli m.in. Adam Bieniasz, Stanisław Gerstmann, Norbert Ramer, Eugeniusz Duda, Ryszard Linscheid, Mieczysław Wiśniowski - trzej ostatni to ofiary zbrodni katyńskiej). Następnie studiowała na Wydziale Lekarskim Uniwersytetu Jana Kazimierza we Lwowie. Dyplom lekarza uzyskała 3 grudnia 1935. Przez dwa lata pracowała w Kolonii Dziecięcej Górka w Busku Zdroju, potem jako wolontariuszka w oddziale nerwowo-psychiatrycznym w X Okręgowym Szpitalu w Przemyślu. Od czerwca 1938 była asystentką w Szpitalu Tworkowskim. Od 1952 do 1980 związana z Instytutem Psychoneurologicznym w Warszawie. Autorka licznych prac z zakresu psychiatrii sądowej i orzecznictwa sądowo-psychiatrycznego. Przetłumaczyła na polski klasyczne prace Kandinskiego i Sieczenowa.
Została pochowana w grobie rodzinnym na cmentarzu tworkowskim. Była żoną psychiatry Leona Uszkiewicza.

## Wybrane prace
- Orzecznictwo sądowo-psychiatryczne w świetle 4200 ekspertyz szpitalnych. Archiwum Kryminologii 1, 1960
- Zaburzenia reaktywne i symulacja w praktyce sądowo-psychiatrycznej, 1966
- Zabójstwa dzieci w świetle materiału sądowo-psychiatrycznego. Psychiatria Polska, 1971
- Zarys psychiatrii sądowej. Wyd. Uniwersytetu Warszawskiego, Warszawa 1972